# Zadąbrowie-Wiatraczyska
Zadąbrowie-Wiatraczyska – wieś w Polsce położona w województwie łódzkim, w powiecie sieradzkim, w gminie Warta.
W latach 1975–1998 miejscowość administracyjnie należała do województwa sieradzkiego.
Zobacz też: Zadąbrowie, Zadąbrowie-Rudunek